# 中華字海
『中華字海』（ちゅうかじかい、簡体字中国語: 中华字海、拼音: Zhōnghuá Zìhǎi）は、1994年に中華人民共和国で出版された漢字の字典。収録字数85568字を誇る。

## 特徴
収録字数85568字だが、一冊本であり、総ページ数は1800ページに満たず、1つのページに多くの漢字が詰め込まれている。説明は、中国語のピンインと同音字による読み、字義または異体字、出典などで、1行から数行の簡単なものに限られる。熟語は字義の説明に必要なものを本文に書いている以外、掲載されていない。85568字収録というものの、多くは異体字で、簡体字と繁体字の字体の違いを分けて数えている上、「類推される簡化字」をも含んでいるので、典拠の分かる字だけを数えれば字数は減る。また、従来の中国の漢字字典が中国国内で用いられる漢字のみを対象にしていたのと異なり、補遺においてUnicode 2.0のCJK統合漢字を出典に加えたことによって、日本や大韓民国の国字をも収録している。ただし、これらの字については読みはなく、説明も不正確となっている。
本文の排列は部首、画数順となっている。部首の総数は210。『康熙字典』の214部首と比べると、以下の調整を施している。
- 亅二爻玄用禸舛鬯の8部首を削除する。
- 人入・匚匸・土士・夂夊・彳行・日曰の6組をそれぞれ統合、それぞれ左の部首が右の部首を吸収合併する形とする。
- 刀と刂、人と亻、手と扌、犬と犭、水と氵、心と忄、玉と王、火と灬、示と礻、衣と衤の10組をそれぞれ別の部首とする。

巻頭索引には、部首を判別しづらい字を総画数順に配列した「難検字表」、常用漢字約1万字を画数、初筆の方向順に配列している「筆画検字表」、常用漢字約1万字をピンイン順、部首順で配列した「音序検字表」の三つがある。
印刷のための版下は、多くの外字を作成、使用するのに適した北大方正電子出版システムを用いて作成された。

## 出版情報
- 発行年月：　1994年9月
- 編纂者：　冷玉龍、韋一心ほか
- 出版社：　中華書局・中国友誼出版公司
- ISBN 7-5057-0630-6

## 再版
中華字海にはいくつかの再版本が存在する。
- 2000年に上下巻の二冊本として再版。ISBN 7505716190
- 2002年に第一巻・第二巻・第三巻の三冊本として再版。ISBN 7537142645
- 2008年に上海古籍出版社から一冊本として再版。こちらは「編纂者：劉玉剛」とされている。 ASIN B01N9FGH9L